# Hexathele pukea
Hexathele pukea är en spindelart som beskrevs av Forster 1968. Hexathele pukea ingår i släktet Hexathele och familjen Hexathelidae. Inga underarter finns listade i Catalogue of Life.